# Leon Scharmach
Izydor Leon Scharmach (ur. 4 kwietnia 1896 w Starogardzie, zm. 27 listopada 1964 w Melbourne) – polski duchowny katolicki, misjonarz, wikariusz apostolski Rabaulu (Nowa Brytania).
Był najmłodszym z siedmiorga dzieci Wincentego (kołodzieja) i Franciszki z Gołuńskich. Ojciec zmarł w 1901, matka pięć lat później; Leon Scharmach wychowywał się pod opieką starszego brata Franciszka, kierownika polskiego Banku Ludowego w Starogardzie. Uczęszczał do seminarium w Pelplinie, następnie kształcił się w Westfalii – w seminarium Misjonarzy Serca Jezusowego w Oeventrup i ośrodku misyjnym Hiltrup. W czasie I wojny światowej służył w armii niemieckiej jako sanitariusz na froncie zachodnim. W 1918 powrócił do studiów seminaryjnych w Oeventrup. 19 lutego 1924 wstąpił do zgromadzenia Misjonarzy Serca Jezusowego, 25 lipca 1924 przyjął święcenia kapłańskie. 
We wrześniu 1925 zrezygnował z obywatelstwa niemieckiego i przyjął polskie. Miesiąc później, wysłany na misję do Nowej Brytanii, opuścił Europę; w listopadzie 1925 po podróży morskiej dotarł do Australii, a w grudniu t.r. do Rabaul na Nowej Brytanii. Objął placówkę misyjną Mope na wschodzie Nowej Brytanii. Pracował z częściowo nawróconym na katolicyzm plemieniem Sulków, następnie z powodzeniem podjął się zadania nawrócenia plemienia Tolaisów. Kierował centrum misyjnym w Vunapope pod Rabaulem.
3 października 1939 został wyświęcony na biskupa. W czasie II wojny światowej Nowa Brytania została opanowana przez wojska japońskie; w styczniu 1942 Scharmach wraz z personelem centrum misyjnego został internowany w obozie w Ramale. W czasie pobytu w obozie opracował podręcznik dla misjonarzy Manuale missionariorum oraz katechizm w melanezyjskiej angielszczyźnie. Wydarzeniom okresu wojny poświęcił spisane w 1957 r. wspomnienia This Crowd Beat Us All (1960; wydanie polskie w przekładzie Tadeusza Borowicza ukazało się nakładem londyńskiego Katolickiego Ośrodka Wydawniczego „Veritas” w Bibliotece „Gazety Niedzielnej” pod tytułem Za twardy orzech, 1965). Uwolniony w październiku 1945, przystąpił do odbudowania diecezji Rabaul. W dziesięcioleciu powojennym liczba wiernych diecezji wzrosła z 54 tysięcy do 81 tysięcy.
W kwietniu 1953 uczestniczył w kongresie eucharystycznym w Sydney, w czasie mszy polskiej wygłosił kazanie w gwarze kociewsko-pomorskiej. Odbył w t.r. podróż po Europie (był m.in. w Rzymie) i USA. W maju 1960 ponownie przebywał w Rzymie i był przyjęty przez papieża Jana XXIII, który mianował go wikariuszem apostolskim Nowej Brytanii, Nowej Irlandii, Nowego Hanoweru i Wysp Admiralicji oraz powołał w skład komisji przygotowawczej Soboru Watykańskiego II. Z prac komisji soborowej wycofał się w maju 1962 po doznaniu paraliżu prawego oka; złożył również rezygnację z funkcji biskupa i w czerwcu 1963 osiadł w Melbourne. W lutym 1964 papież Paweł VI obdarzył go godnościami asystenta Tronu Papieskiego i prałata domowego. Zmarł w listopadzie 1964, zwłoki przetransportowano na Nową Brytanię i pochowano 1 grudnia 1964 w Vunapope; w pogrzebie uczestniczyło ponad 4 tysiące rdzennych mieszkańców, głównie Tolaisów.